# Aaron Van Poucke
Aaron Van Poucke, né le 4 avril 1998 à Bruges, est un coureur cycliste belge. 

## Biographie
Lors de la saison 2018, Aaron Von Poucke se distingue en obtenant plusieurs victoires et diverses places d'honneur chez les amateurs, avec l'équipe Lotto-Soudal U23. Il termine également troisième de la Course de Solidarność et des champions olympiques et septième du Lillehammer GP. 
Grâce à ses bons résultats, il passe professionnel en 2019 au sein de la formation Sport Vlaanderen-Baloise. Il commence sa saison lors du Challenge de Majorque. Rapidement, il se montre à son avantage en terminant parmi les trente premiers de trois manches.
En avril 2021, il participe à Liège-Bastogne-Liège, où il est membre de l'échappée du jour. En 2022, il termine troisième du ZLM Tour.

## Palmarès et résultats

### Palmarès par année
- 2016
  - 3e du championnat de Belgique du contre-la-montre par équipes juniors
  - 3e de la Route des Géants
- 2017
  - 2e étape du Tour de la Mirabelle
- 2018
  - 2e étape du Tour de Navarre
  - Grand Prix de Bavay
  - 1re étape de l'Okolo Jižních Čech (contre-la-montre par équipes)
  - 4e étape du Tour de Moselle
  - Zandberg Classic
  - 3e du championnat de Flandre-Orientale sur route espoirs
  - 3e de la Course de Solidarność et des champions olympiques
  - 3e du Grand Prix Jules Van Hevel
- 2022
  - 3e du ZLM Tour
- 2024
  - 3e de la BW Classic

### Classements mondiaux
| Année                                 | 2018  | 2019  | 2020 | 2021  | 2022 | 2023  | 2024  |
| ------------------------------------- | ----- | ----- | ---- | ----- | ---- | ----- | ----- |
| Classement mondial                    | 1390e | 1491e | 759e | 1015e | 406e | 2073e | 1622e |
| UCI Europe Tour                       | 870e  | 998e  | 607e | 754e  | 326e | nc    | nc    |
|                                       |       |       |      |       |      |       |       |
| Légende : nc = non classéSource : UCI |       |       |      |       |      |       |       |